# Nagyértékű gyöngy

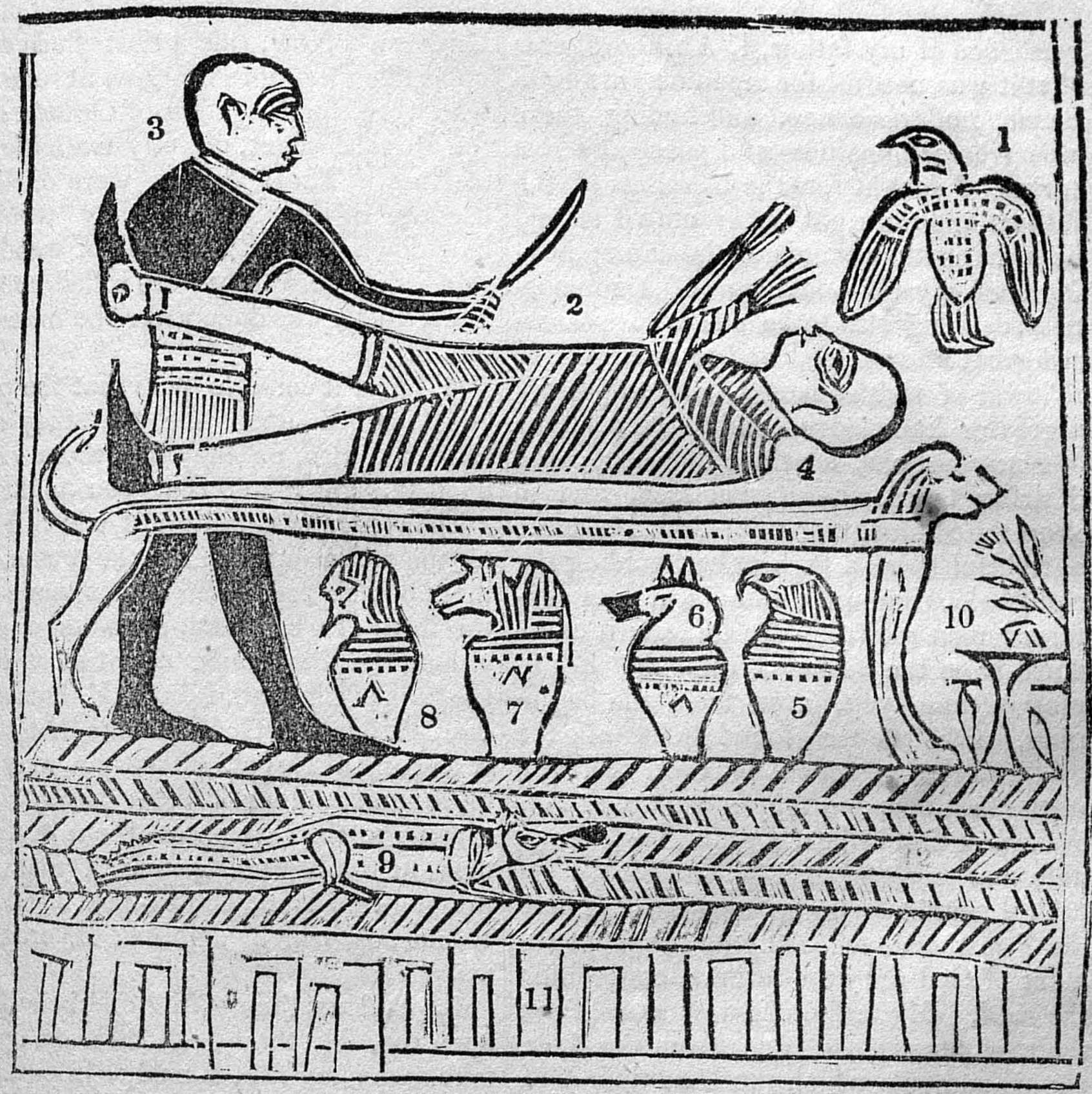
Részlet a Nagyértékű gyöngyből

A Nagyértékű gyöngy (eredetileg Pearl of Great Price) egy mormon szentírás, Az Utolsó Napi Szentek Jézus Krisztus Egyháza négy szentírásának egyike. Öt részből áll:
- Válogatások Mózes könyvéből

Joseph Smith ihletett fordítását tartalmazza Mózes első könyvének első hét fejezetéből. Az első fejezet feljegyez egy látomást, amelyben Mózes látta Istent, aki kinyilatkoztatta neki a szabadulás tervének egészét. A 2–5. fejezet beszámol a teremtésről, valamint az ember bukásáról. A 6–7. fejezet tartalmaz egy látomást Énókról és az ő földön végzett szolgálatáról. A 8. fejezet tartalmaz egy látomást Noéról és a nagy özönvízről.
- Ábrahám könyve

Az első fejezet feljegyzi Ábrahám tapasztalatait a káldeai Urban, ahol gonosz papok megpróbálták feláldozni őt. A második fejezet Kánaánba tett utazásáról szól. Az Úr megjelent neki és szövetségeket kötött vele. A harmadik fejezet feljegyzi, hogy Ábrahám látta a világegyetemet, és megértette a mennyei testek közötti kapcsolatokat. A 4–5. fejezet egy másik beszámoló a teremtésről.
- Joseph Smith - Máté

Kivonat a Joseph Smith prófétának 1831-ben kinyilatkoztatott bibliafordításból: Máté 23:39 és a 24. fejezet. 
- Joseph Smith története

Joseph Smith beszámolója a családjáról, az első látomásról, üldöztetéséről, az aranylemezek átvételéről, a Mormon könyve fordításáról és a papság visszaállításáról.
- Joseph Smith: Hittételek

A Nagyértékű gyöngyöt az Utolsó Napok Szentjeinek Újraalapított Jézus Krisztus Egyháza nem ismeri el szentírásként.

## Kritika
A mű első két részét Joseph Smith saját elbeszélése szerint egyiptomi papiruszokról fordította. Mormon kritikusok szerint a papiruszokból három mindmáig megmaradt. Ezekről az egyiptológusok azt állítják, hogy egyszerű halotti imák, semmi közük sem Mózeshez és Ábrahámhoz, sem a Joseph Smith-féle fordításhoz.

## Válasz a kritikára
Ábrahám könyvéről Spalding atya még 1912-ben megjelent, Joseph Smith, Jr., As a Translater című értekezését szokták idézni. A füzet szembeállította nyolc egyiptológus és Joseph Smith magyarázatait az Ábrahám könyvében (Értékes gyöngy) található képmásolatokról (facsimile). A nyolc idézett egyiptológus véleménye nem egységes. Ellentmondásaik és az egyiptológia és más tudományok újabb eredményei a mormon értelmezés szerint arra engednek következtetni, hogy Joseph Smith fordítása helyes.